# Maternitat

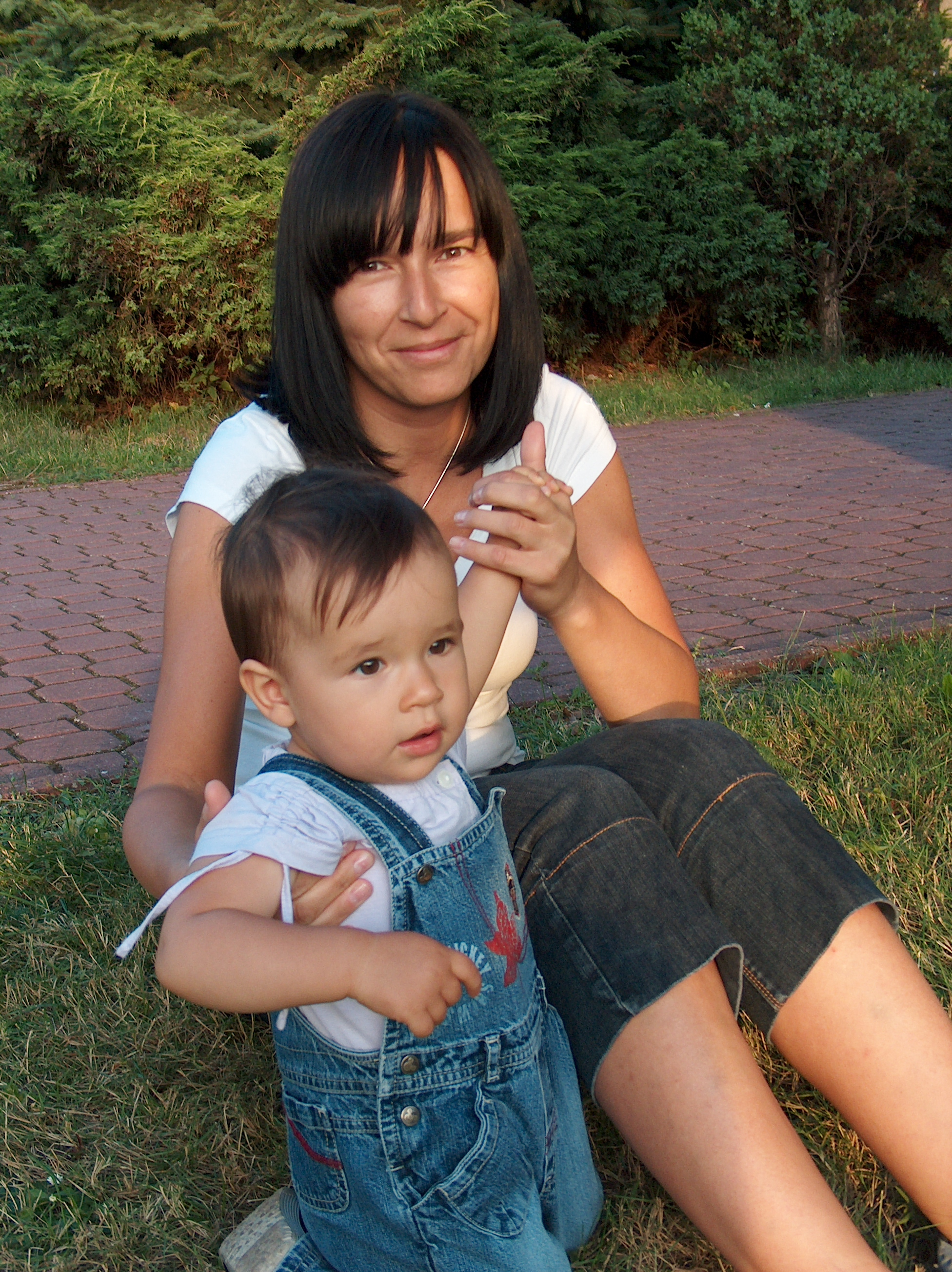
Mare amb la seva filla

La maternitat és el reconeixement jurídic i social de la relació parental entre una mare i el seu fill o filla. És un concepte especialment relacionat amb la protecció del nadó i de la mare durant i després del part. A Catalunya l'edat mitjana de la maternitat es va situar en els 31,44 anys. La possibilitat d'un instint maternal no ha sigut provat de cap manera, sent més probable que siga la maternitat quelcom cultural, aprés.

## Maternitat lliure
La Maternitat lliure, responsable o conscient és un lema feminista que reivindica la llibertat de la dona de decidir sobre la seva pròpia reproducció o maternitat, tot utilitzant la planificació familiar (ja sigui mitjançant mètodes anticonceptius o amb la interrupció voluntària de l'embaràs) amb l'objectiu d'engendrar o no descendència i en el cas que sí, decidir sobre el nombre de fills, així com el moment i les circumstàncies (socials, econòmiques i personals) en les quals es desitja tenir-los.